# Patrick Pearse
Patrick Henry Pearse (în irlandeză Pádraig Mac Piarais; cunoscut și ca Pádraig sau Pádraic Pearse; n. 10 noiembrie 1879, Dublin, Regatul Unit al Marii Britanii și Irlandei – d. 3 mai 1916, Dublin, Regatul Unit al Marii Britanii și Irlandei) a fost un profesor, avocat, poet, scriitor, activist politic republican⁠(d), naționalist⁠(d) și revoluționar care a fost unul dintre liderii Rebeliunii de Paști din 1916. După executarea sa împreună cu alți cincisprezece, Pearse a ajuns să fie considerat întruchiparea rebeliunii.

## Viața timpurie și influențele

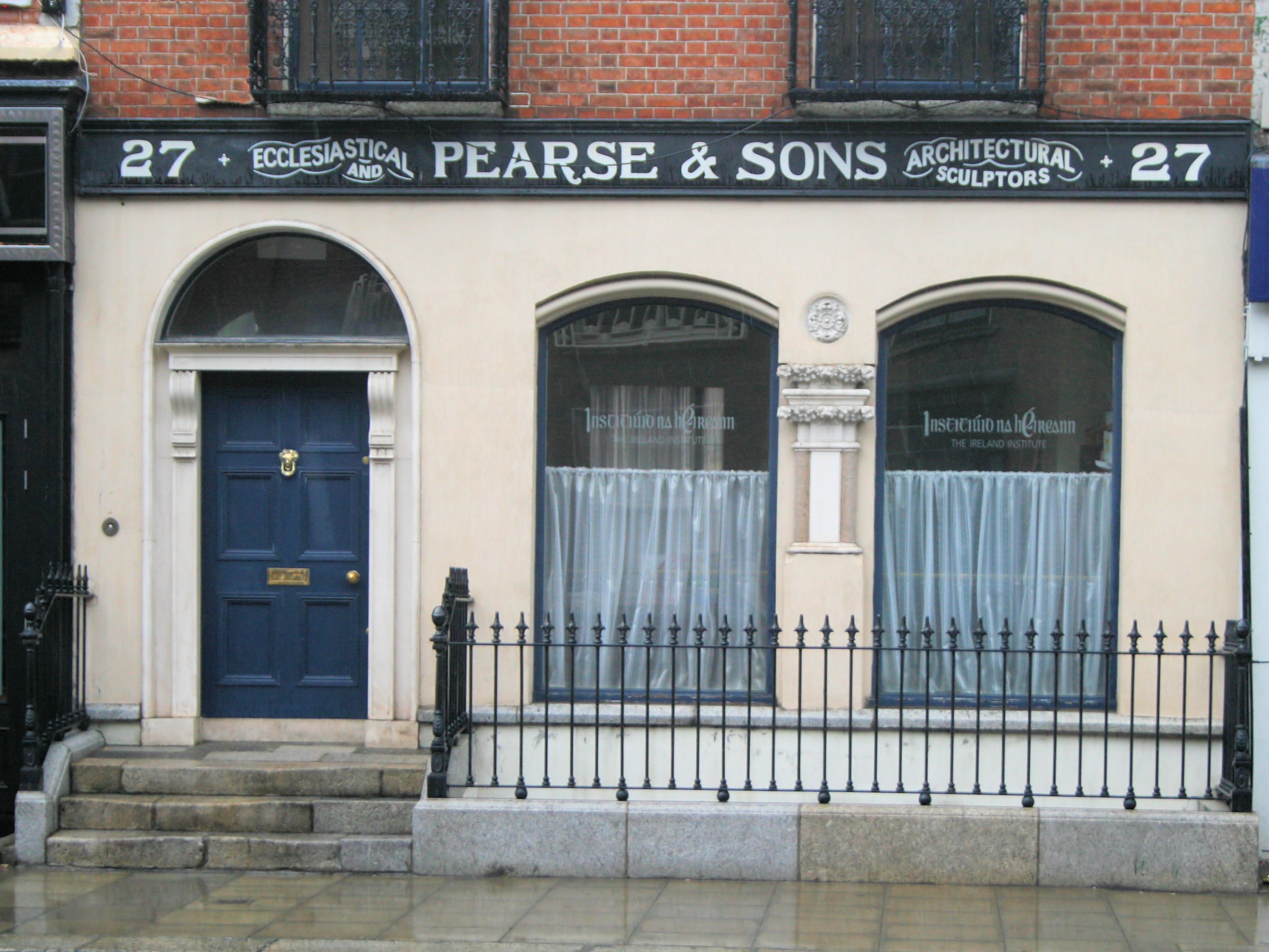
Strada Pearse 27, locul natal al lui Patrick și Willie Pearse

Pearse, fratele său Willie⁠(d) și surorile sale Margaret⁠(d) și Mary Brigid s-au născut în strada Great Brunswick⁠(d) nr. 27, Dublin, stradă care poartă astăzi numele familiei lor. Aici, tatăl lor, James Pearse, a înființat o pietrărie în anii 1850, afacere care a înflorit și a oferit copiilor Pearse o copilărie înstărită, la nivelul clasei de mijloc. Tatăl lui Pearse era zidar și sculptor de monumente, la origini unitarian din Birmingham, Anglia. Mama sa, Margaret Brady⁠(d), era din Dublin, iar familia tatălui ei din  Comitatul Mí erau vorbitori nativi de irlandeză. Margaret a fost a doua soție a lui James; James avea doi copii, Emily și James, din prima căsătorie (alți doi copii au murit în copilărie). Bunicul lui Pearse din partea mamei, Patrick, era un susținător al mișcării Tânăra Irlandă⁠(d) din 1848 și mai târziu membru al Frăției Republicane Irlandeze⁠(d) (IRB). Pearse își amintea de menestrel venit în vizită, care cânta cântece republicane în timpul copilăriei sale; după aceea, el ar fi plecat în căutare de bărbați înarmați gata să lupte, dar nu a găsit niciunul, și i-a declarat cu tristețe bunicului său că „fenienii⁠(d) sunt toți morți”. Un unchi al mamei lui, James Savage, a luptat în Războiul Civil American. Influența mătușii mamei lui Pearse, Margaret, vorbitoare de irlandeză, împreună cu educația sa de la CBS Westland Row, i-au insuflat o dragoste timpurie pentru limba și cultura irlandeze⁠(d).
Pearse a crescut înconjurat de cărți. Tatăl său avusese parte de foarte puțină educație formală, dar era autodidact; Pearse s-a radicalizat de la o vârstă fragedă. El își amintește că la vârsta de zece ani se rugat lui Dumnezeu, promițându-i că își va dedica viața libertății irlandezilor. Eroii lui Pearse din copilăriei erau vechi eroii folclorici gaelici cum ar fi Cúchulainn⁠(d), deși după 30 de ani a început să se intereseze mai mult de de liderii vechii mișcări republicane⁠(d), cum ar fi irlandezii uniți⁠(d) Teobald Wolfe Ton și Robert Emmet⁠(d).
Pearse s-a implicat curând în renașterea gaelică. În 1896, la vârsta de 16 ani, s-a alăturat Ligii Gaelice⁠(d) (Conradh na Gaeilge), iar în 1903, la 23 de ani, a devenit redactor la ziarul acesteia, An Claidheamh Soluis⁠(d) („Sabia de lumină”).
În 1900, Pearse a absolvit studii superioare de limbi moderne (irlandeză, engleză și franceză) la Universitatea Regală a Irlandei⁠(d), pentru care a studiat timp de doi ani în particular, și un an la University College Dublin⁠(d). În același an, a fost înscris ca avocat la King's Inns⁠(d). Pearse a fost invitat în barou în 1901. În 1905, Pearse l-a reprezentat pe Neil McBride⁠(d), poet și compozitor din Feymore, Creeslough⁠(d), Donegal, care fusese amendat pentru că numele său era afișat într-o scriere „ilizibilă” (adică în irlandeză) pe căruța lui trasă de măgar. Apelul a fost audiat în fața Curții Băncii Regelui⁠(d) din Dublin. A fost prima și singura înfățișare la Curte a lui Pearse ca avocat. Cazul a fost pierdut, dar a devenit un simbol al luptei pentru independența Irlandei. În editorialul său din 27 iunie 1905 publicat în An Claidheamh Soluis⁠(d), Pearse scria despre această decizie, „... s-a decis, de fapt, că irlandeza este o limbă străină la același nivel cu idișul”.

## Școala Éanna
Ca naționalist cultural educat de frații creștini irlandezi⁠(d), la fel ca fratele său mai mic Willie, Pearse credea că limba este intrinsecă identității unei națiuni. El credea că sistemul școlar irlandez crește tinerii irlandezi să fie buni englezi sau irlandezi ascultători și că era nevoie de o alternativă. Astfel, pentru el și pentru alți reviviști ai limbii, salvarea limbii irlandeze de la dispariție era o prioritate culturală de cea mai mare importanță. Cheia salvării limbii, simțea el, ar fi un sistem educațional care să simpatizeze cu ea. Pentru a demonstra ce dorea el, și-a înființat propria școală bilingvă pentru băieți, Școala Éanna⁠(d) (în irlandează Scoil Éanna, în engleză St. Enda's School) în Cullenswood House din Raghnallach⁠(d), o suburbie din comitatul Dublin, în 1908. Elevii învățau atât în irlandeză, cât și în engleză. În Cullenswood House își are astăzi sediul un Gaelscoil⁠(d), Lios na nÓg. Cu ajutorul lui Thomas MacDonagh⁠(d), fratele mai mic al lui Pearse, Willie Pearse⁠(d), mama lor, dar și Margaret și Mary Brigid Pearse, precum și al altor profesori (adesea temporari), școala s-a dovedit în curând un experiment de succes. Pearse a făcut tot ce planificase, și chiar a dus elevii în excursii în Gaeltacht, în vestul Irlandei.
Idealismul neînduplecat al lui Pearse l-a condus în căutarea unei case și mai idilice pentru școala sa. El l-a găsit în The Hermitage („Schitul”) din Ráth Fearnáin⁠(d), comitatul Dublin, acum unde este astăzi Muzeul Pearse. În 1910, Pearse scria că The Hermitage era o locație „ideală” datorită esteticii terenului și că, dacă ar putea să-l obțină, „școala ar fi la același nivel” cu școlile mai consacrate ale vremii, cum ar fi „Clongowes Wood College⁠(d) și Colegiul Castleknock⁠(d)”. Pearse s-a implicat și în înființarea școlii de fete St Ita's, o școală cu obiective similare cu cele ale școlii Éanna. Cu toate acestea, noua casă, deși cu sediul într-o casă splendidă din secolul al XVIII-lea înconjurată de un parc și păduri, a provocat dificultăți financiare care aproape l-au adus pe Pearse la dezastru. S-a străduit continuu să se țină la zi cu datoriile în timp ce făcea tot posibilul să întrețină școala. În februarie 1914, a plecat într-o călătorie de strângere de fonduri în Statele Unite, unde i-a întâlnit pe John Devoy⁠(d) și Joseph McGarrity⁠(d), care au fost amândoi impresionați de fervoarea sa și l-au susținut în strângerea de bani suficienți pentru a asigura existența a școlii.

## Voluntarii și autonomia
În aprilie 1912, liderul Partidului Parlamentarist Irlandez⁠(d) John Redmond⁠(d), care deținea cheia echilibrului puterii în Camera Comunelor, a angajat guvernul Regatului Unit să introducă un proiect de lege pentru autonomia Irlandei⁠(d). Pearse a salutat proiectul cum se cuvine. El a fost unul dintre cei patru oratori, alături de Redmond, deputatul Joseph Devlin⁠(d), lider al naționaliștilor din nord, și Eoin MacNeill,⁠(d) un renumit membru al Ligii Gaelice, care s-a adresat la un mare miting pentru autonomie la Dublin la sfârșitul lunii martie 1912. Vorbind în irlandeză, Pearse a spus că crede că „se poate obține o măsură bună dacă avem suficient curaj”, dar a avertizat: „să înțeleagă englezii că, dacă suntem trădați din nou, va fi război roșu în toată Irlanda”.
În noiembrie 1913, Pearse a fost invitat la reuniunea inaugurală a voluntarilor irlandezi⁠(d) — organizație formată ca reacție la crearea voluntarilor din Uladh⁠(d) — al cărei scop era „să asigure și să mențină drepturile și libertățile comune întregului popor al Irlandei”. Într-un articol intitulat „Revoluția care vine” („The Coming Revolution”, noiembrie 1913) Pearse scria:
„În ce privește ce vei face ca naționalist irlandez, nu pot să-mi dau cu părerea; știu ce am eu de făcut, și aș vrea ca și tu să știi ce ai tu de făcut, și să te înhami la treabă. Și poate că (ba nu, sigur că) treaba ta și a mea ne va conduce la un loc comun de întâlnire, și că într-o bună zi vom sta împreună, alături de mulți alții, gata de o aventură mai măreață ca orice am avut noi înainte, o încercare și o izbândă pe care le vom îndura și realiza în comun.
”
Proiectul de lege a autonomiei nu a reușit să treacă de Camera Lorzilor, dar puterea redusă a Lorzilor în temeiul Legii Parlamentului din 1911⁠(d) însemna că proiectul de lege putea fi doar amânat, nu oprit. El a devenit lege după ce a primit sancțiunea regală⁠(d) în septembrie 1914, dar punerea sa în aplicare a fost suspendată pe durata Primului Război Mondial.
John Redmond se temea că „autoritatea sa națională” ar putea fi ocolită de voluntari și a decis să încerce să preia controlul noii mișcări. În ciuda opoziției din partea Frăției Republicane Irlandeze, Executivul Voluntarilor a acceptat să împartă conducerea cu Redmond și a fost înființat un comitet mixt. Pearse s-a opus acestui lucru și a scris: 
„Liderii din Irlanda aproape întotdeauna au părăsit poporul în momentul critic; uneori l-au și vândut. Fosta mișcare a Voluntarilor a fost abandonată de liderii ei; O'Connell⁠(d) s-a plecat în fața tunului la Clontarf; de două ori a sunat ceasul revoluției irlandeze în vremea Tinerei Irlande⁠(d) și de două ori în van, căci Meagher⁠(d) a ezitat la Waterford, Duffy⁠(d) și McGee⁠(d) au ezitat la Dublin. Stephens⁠(d) a refuzat să sune adunarea în '65; iar în '66 sau '67 nici nu a mai venit. Nu îi blamez; eu și cu tine poate am fi făcut la fel. Este o răspundere grea pentru un om, să ceri tunului să glăsuiască și ghiulelelor să curgă.”
Voluntarii s-au divizat, una dintre chestiuni fiind sprijinul pentru efortul de război aliat și britanic. Majoritatea l-au urmat pe Redmond în Voluntarii Naționali⁠(d) cu convingerea că acest lucru le va asigura autonomia la întoarcerea acasă. Pearse, entuziasmat de evenimentele dramatice ale războiului european, a scris într-un articol în decembrie 1915:
„Patriotismul este cel ce agită oamenii. Belgia apărându-și pământul este eroică, și la fel și Turcia   . . . . . . 
 Este bine pentru lume ca aceste lucruri să se facă. Bătrâna inimă a pământului avea nevoie să fie încălzită cu vinul roșu al câmpurilor de bătălie.
 Așa august omagiu nu a fost niciodată oferit lui Dumnezeu, ca omagiul a milioane de vieți sacrificate cu drag din iubirea de țară.”

## Frăția Republicană Irlandeză

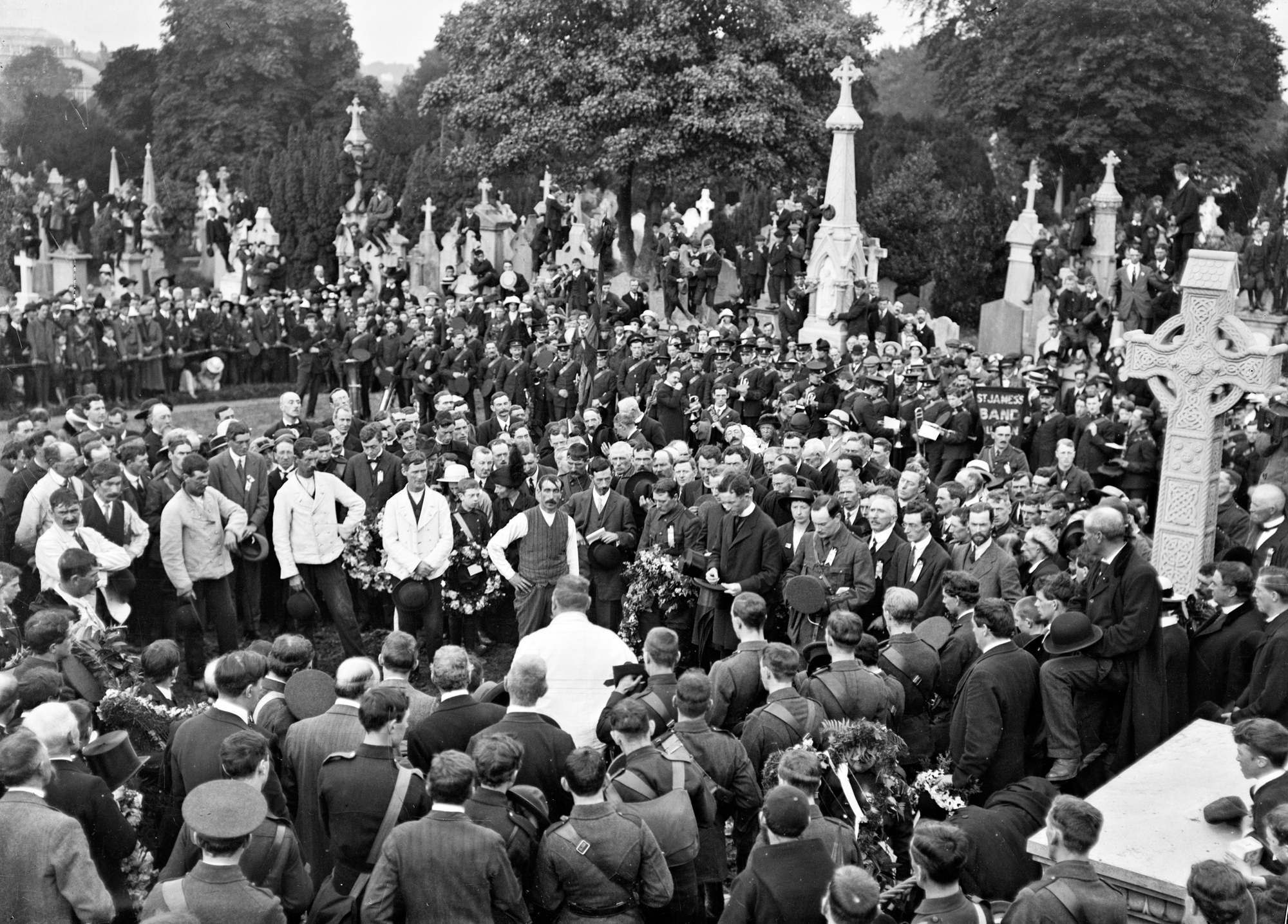
Pearse (în uniformă în centru-dreapta) la înmormântarea lui, la care a ținut un.

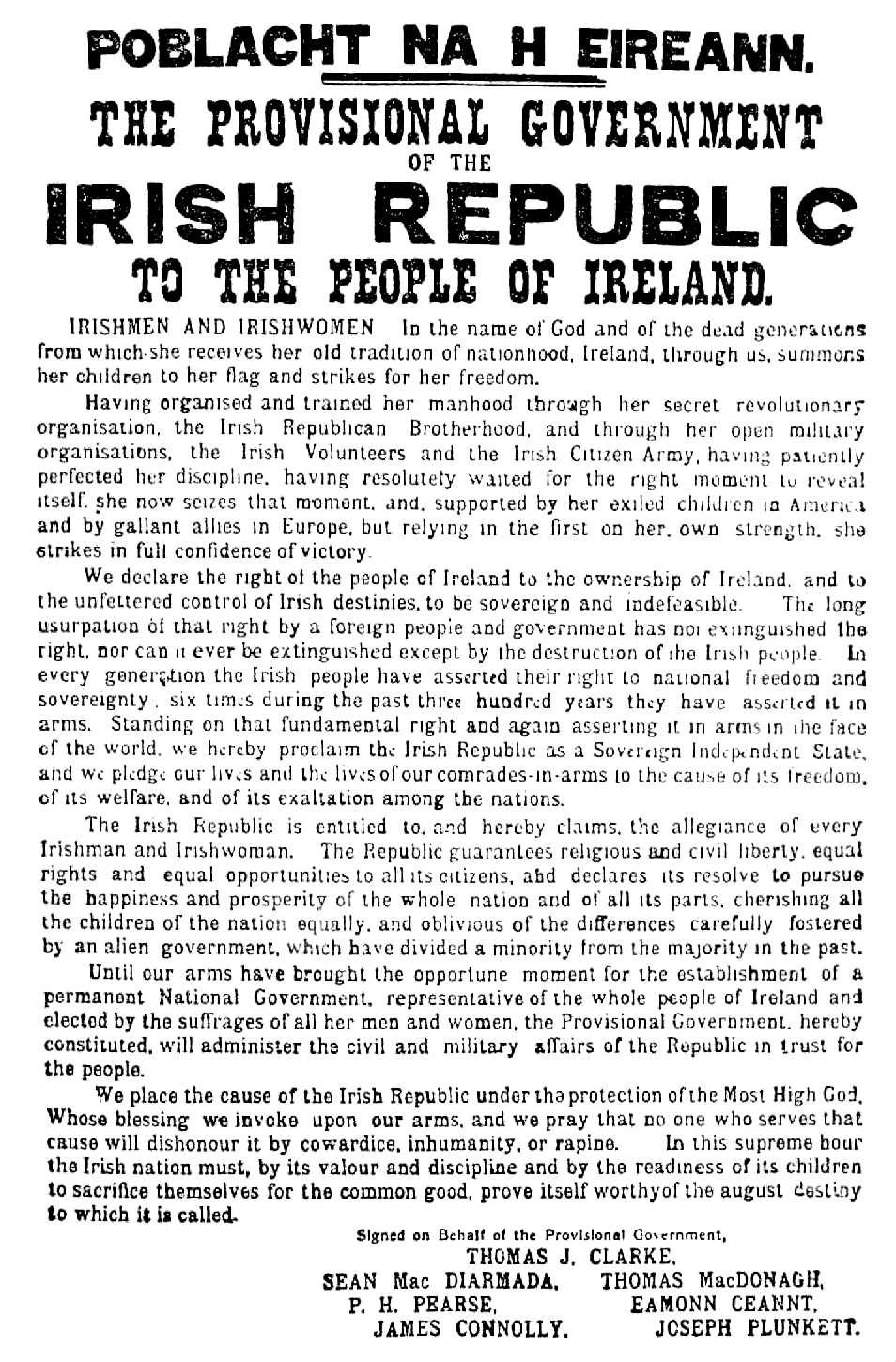
, citită de Pearse lângă la începutul Răscoalei de Paști

În decembrie 1913, Pearse a depus jurământul în fața lui Bulmer Hobson⁠(d) și a aderat astfel la organizația secretă Frăția Republicanilor Irlandezi⁠(d) (IRB), o organizație dedicată răsturnării dominației britanice în Irlanda⁠(d) și înlocuirea acesteia cu o republică irlandeză. Curând a fost cooptat în Consiliul Suprem al IRB de către Tom Clarke⁠(d). Pearse era atunci una dintre multele persoane care erau membre atât a IRB-ului, cât și a voluntarilor. Când a devenit Directorul Organizației Militare a Voluntarilor în 1914, el a fost voluntarul cu cel mai înalt rang între membrii IRB și a contribuit la acapararea restului minorității voluntarilor în scopul rebeliunii. Până în 1915 era în Consiliul Suprem al IRB și în Consiliul Militar secret al acesteia, gruparea de bază care a început să planifice o răscoală în timp ce războiul încă se desfășura pe Frontul de Vest European.
La 1 august 1915, Pearse a rostit o cuvântare la mormânt⁠(d) cu ocazia înmormântării fenianului⁠(d) Jeremiah O'Donovan Rossa⁠(d). El a fost primul republican care a fost filmat susținând un discurs. Acesta se încheia cu cuvintele:
„Dușmanii noștri sunt puternici, și înțelepți, și încercați; dar, oricât de puternici și înțelepți și încercați ar fi ei, nu pot să desfacă minunile lui Dumnezeu care coace în inimile tinerilor semințele sădite de tinerii unei generații trecute. Și semințele sădite de tinerii de la '65 și '67⁠(d) se coc miraculos astăzi. Domnitorii și Apărătorii Țării trebuie să se teamă dacă va fi să se apere de asemenea procese. Viața răsare din moarte; și din mormintele patrioților izvorăsc națiuni vii. Apărătorii acestei Țări au lucrat bine în secret și pe față. Ei cred că au pacificat Irlanda. Ei cred că pe jumătate din noi ne-au cumpărat și pe cealaltă jumătate ne-au intimidat. Ei cred că au prevăzut totul, cred că au o soluție pentru orice problemă; dar, proști, proști proști! – ni i-au lăsat pe fenienii morți, și câtă vreme Irlanda ține aceste morminte, Irlanda neliberă nu va fi niciodată împăcată.  (Textul complet al discursului)”

## Răscoala de Paști și moartea
Pearse a fost cel care, în numele IRB, cu puțin timp înainte de ziua de Paști, în 1916, a dat ordinele către toate unitățile de voluntari din întreaga țară să înceapă cele trei zile de manevre din Duminica Paștelui, semnalul unei revolte generale. Când Eoin MacNeill⁠(d), șeful Statului Major al Voluntarilor, a aflat ce se punea la cale fără armele promise din Germania, a contramandat ordinele prin ziar, determinând IRB să emită un ordin de ultimă oră pentru a continua planul a doua zi, un du-te–vino care a limitat foarte mult numărul celor dornici să participe la răscoală.
Când a izbucnit în cele din urmă Răscoala de Paști, în a doua zi de Paști, 24 aprilie 1916, Pearse a citit actul de Proclamare a Republicii Irlandeze⁠(d) în fața clădirii Oficiului Poștal General⁠(d), sediul central al Rebeliunii. Pearse a fost cel responsabil pentru redactarea Proclamației și a fost ales ca președinte al Republicii.  După șase zile de lupte, cu multe victime civile și mari pagube materiale, Pearse a dat ordinul de capitulare.
Pearse și alți paisprezece lideri, inclusiv fratele său Willie, au fost judecați la curtea marțială și executați prin împușcare. Thomas Clarke, Thomas MacDonagh⁠(d) și Pearse însuși au fost primii rebeli care au fost executați, în dimineața zilei de 3 mai 1916. Pearse avea 36 de ani când a murit. Roger Casement⁠(d), care încercase fără succes să recruteze o forță insurgentă din rândurile prizonierilor de război din Brigada Irlandeză⁠(d) din Germania, a fost spânzurat la Londra în luna august a aceluiași an.
Sir John Maxwell⁠(d), ofițerul general care comanda forțele britanice din Irlanda, i-a trimis o telegramă lui HH Asquith, prim-ministrul de atunci, sfătuindu-l să nu returneze trupurile fraților Pearse familiei lor, spunând: „sentimentalismul irlandez va transforma aceste morminte în sanctuare ale martirilor la care vor fi făcute procesiuni anuale, care vor provoca iritații constante în această țară. Maxwell a suprimat și o scrisoare trimisă de Pearse mamei sale și două poezii scrise la 1 mai 1916. El a trimis copii ale acestora și prim-ministrului Asquith, spunând că o parte din conținut era „inacceptabil”.

## Scrierile

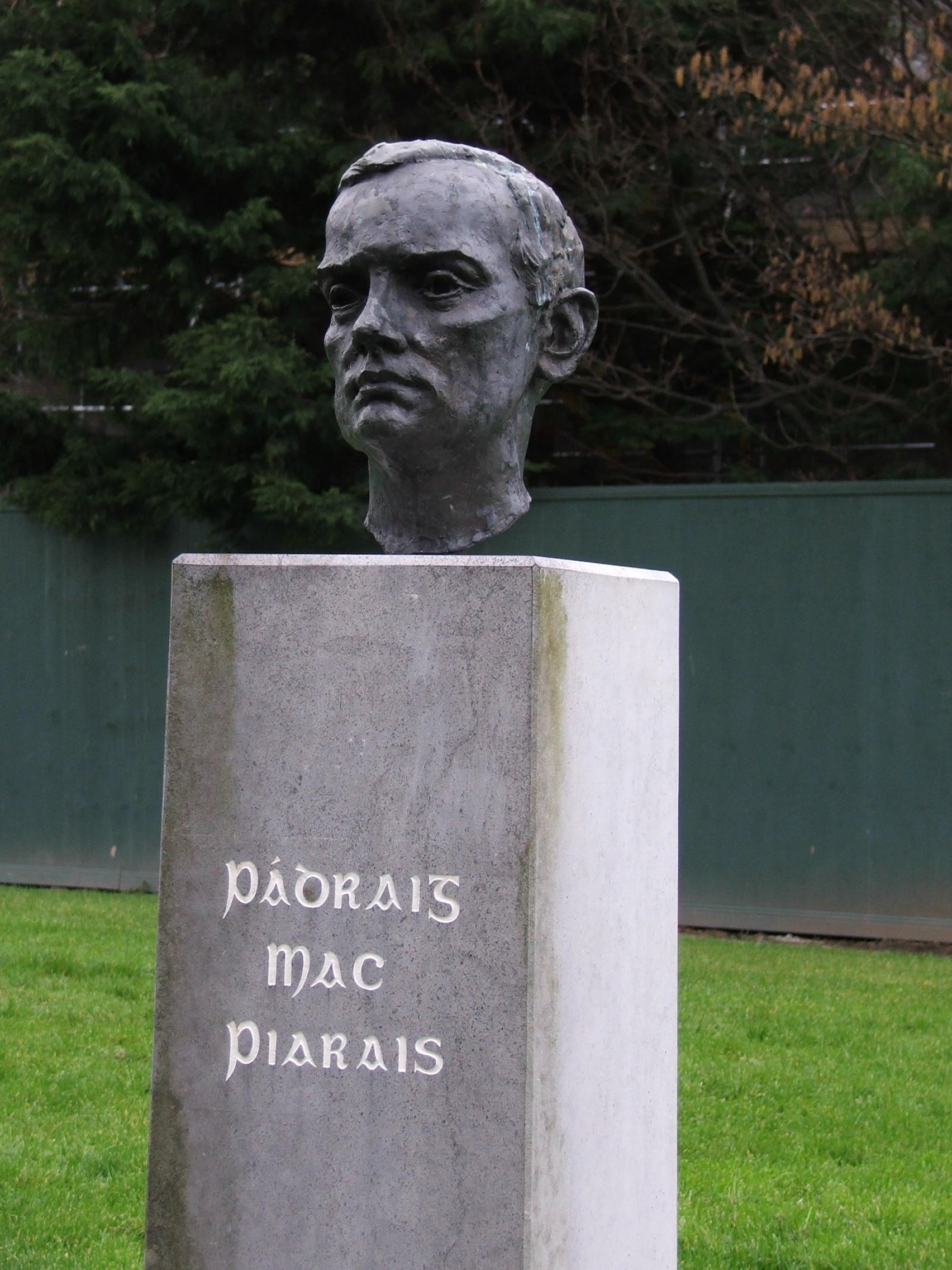
Bustul lui Pearse în Trá Lí, comitatul Cíarraí

Pearse a scris povești și poezii atât în irlandeză, cât și în engleză. Printre cele mai cunoscute poezii ale sale în limba engleză se numără „The Mother”, „The Fool”, „The Rebel” și „The Wayfarer”.  De asemenea, a scris mai multe piese alegorice în limba irlandeză, între care Regele, Maestrul și Cântărețul. Printre nuvelele sale în irlandeză se numără Eoghainín na nÉan („Eoineen a păsărilor”), Íosagán („Micul Isus”), An Gadaí („Hoțul”), Na Bóithre („Drumurile”) și An Bhean Chaointe („Femeia îndrăzneață”). Acestea au fost traduse în engleză de Joseph Campbell⁠(d) (în Collected Works din 1917). Majoritatea ideilor sale despre educație sunt conținute în eseul său „Mașina uciderilor⁠(d)”. De asemenea, el a scris numeroase eseuri despre politică și limbă, între care „Revoluția care vine” și „Fantomele”.
Numele lui Pearse este asociat și felului cum a cântat el cânteculiacobit⁠(d), „Oró Sé do Bheatha 'Bhaile⁠(d)”, pentru care a compus versuri republicane.
Potrivit poetului Louis De Paor⁠(d), Patrick Pearse a fost „cel mai perceptiv critic și cel mai desăvârșit poet” al redeșteptării gaelice timpurii, oferind „un model sofisticat pentru o nouă literatură în irlandeză care să restabilească o legătură vie cu trecutul gaelic precolonial, reluând în timp relația cu Europa contemporană, ocolind influența monolitică a limbii engleze.”

## Reputația
În mare parte ca urmare a unei serii de pamflete politice pe care Pearse le-a scris în lunile anterioare răscoalei, el a devenit în scurt timp recunoscut drept vocea principală a revoltei. În deceniile mijlocii ale secolului al XX-lea, Pearse a fost idolatrizat de către naționaliștii irlandezi⁠(d) ca idealist suprem al cauzei lor. Odată cu izbucnirea conflictului din Irlanda de Nord în 1969, moștenirea lui Pearse a fost folosită de IRA provizorie⁠(d).
Ideile lui Pearse au fost văzute și în contextul istoriei culturale europene ca o parte a respingerii „rațiunii” de către gânditorii sociali europeni. În plus, locul său în cadrul catolicismului, unde fundamentalismul său a fost contestat la începutul anilor 1970, a fost abordat pentru a sugera că fundamentele teologice ale ideilor politice ale lui Pearse se trag dintr-o veche tradiție a creștinismului occidental.
Fostul Taoiseach Bertie Ahern⁠(d) l-a descris pe Pearse drept unul dintre eroii săi și a ținut o imagine cu Pearse deasupra biroului său din Departamentul Taoiseach-ului⁠(d). 
Mama lui Pearse, Margaret Pearse⁠(d) a fost deputată⁠(d) în Dáil Éireann în anii 1920. Sora lui, Margaret Mary Pearse⁠(d), a fost deputată și senatoare.
Într-o carte din 2006, psihiatrii Michael Fitzgerald și Antoinette Walker speculau că Pearse ar fi avut sindromul Asperger. Aparenta „imaturitate sexuală” a lui Pearse și o parte din comportamentul său au făcut obiectul comentariilor din anii 1970 de către istorici precum Ruth Dudley Edwards⁠(d), T. Ryle Dwyer și Sean Farrell Moran, care au speculat că ar fi fost atras de băieții tineri. Cel mai recent biograf al său, Joost Augusteijn⁠(d), a concluzionat că „pare cel mai probabil că a fost înclinat sexual în acest fel”. Fitzgerald și Walker susțin că nu există dovezi ale homosexualității; ei spun că lipsa sa aparentă de interes sexual față de femei și stilul său de viață „ascetic”, celibatar, se explică prin autismul său. Istorica culturalistă Elaine Sisson spunea că interesul lui Pearse pentru băieți trebuie văzut în contextul vremii, în special în fenomenul victorian al „cultului băiatului”.
În aproape toate portretele sale, Pearse apare din profil, ascunzându-și partea stângă, pentru a ascunde un strabism la ochiul stâng, de care el se simțea jenat.

## Comemorarea
- Clădirea din Rathfarnham, în sudul Dublinului, care găzduia cândva școala lui Pearse, St Enda's, este astăzi Muzeul Pearse⁠(d) .
- Strada Pearse⁠(d) și Piața Pearse⁠(d) din Dublin au fost redenumite în 1926 în onoarea lui Pearse și a fratelui său Willie, strada Pearse (anterior Great Brunswick Street) fiind locul lor natal. Alte străzi Pearse pot fi găsite în Athlone, Ballina, Bandon, Cahir⁠(d), Cavan⁠(d), Clonakilty⁠(d) (fosta Sovereign Street), Gorey⁠(d), Kilkenny, Kinsale⁠(d), Mountmellick⁠(d), Mullingar, Nenagh⁠(d) și Sallynoggin⁠(d) (unde există și parcul, bulevardul și calea Pearse, și altele utilizări ale numelui).
- Există drumuri Pearse în Ardara, comitatul Donegal⁠(d), Ballyphehane⁠(d) din Cork (unde sunt și Pearse Place și Square), Bray, Cookstown (comitatul Wicklow), Cork, Cranmore⁠(d) (care are și Pearse Crescent și Terrace), Dublin 16, Enniscorthy⁠(d), Graiguecullen (comitatul Carlow), Letterkenny, Limerick (care are și Pearse Avenue), Sligo și Tralee
- Există parcuri Pearse (străzi rezidențiale) în Drogheda, Dundalk și Tullamore și un parc la marginea orașului Arklow⁠(d) și în Tralee (fostul domeniu feudal al castelului Tralee). Există alte Pearse Avenues în Carrickmacross⁠(d), Ennis, Mervue în Galway și Mallow. Carrigtwohill⁠(d) are un Patrick Pearse Place și există un pod Pearse în Terenure⁠(d). Există un parc Pearse Brothers în Rathfarnham⁠(d) și o terasă Pearse în Westport.
- Longford⁠(d) are Pearse Drive și Pearse View. Crumlin⁠(d) (Dublin) are un Parc Memorial Pearse.
- Ballyheigue⁠(d) are o statuie a lui Pearse.
- În fiecare februarie, chiar înainte de sărbătoarea anuală a mesei în limba irlandeză de la King's Inns⁠(d), instituția găzduiește o dezbatere în limba irlandeză, unde se acordă câștigătorului Bonn an Phiarsaigh (medalia Pearse).

### Instituții de învățământ
Cullenswood House, casa familiei Pearse din Raghnallach, unde Pádraic a fondat pentru prima oară Școala Éanna, găzduiește astăzi o Gaelscoil primară (școală pentru educație prin limba irlandeză) numită Lios na nÓg, parte a unui efort comunitar de a revigora limba irlandeză. Cromghlinn⁠(d) (Dublin) are Colegiul Pearse de Educație Continuă și a existat anterior o școală de vară în limba irlandeză în Gaoth Dobhair⁠(d) numită Colaiste an Phiarsaigh. În Ros Muc⁠(d) există o școală profesională irlandeză, Gairmscoil na bPiarsach. Sala principală de cursuri de la Școala Cadeților din Irlanda poartă numele P.H. Pearse. În septembrie 2014, Gaelcholáiste an Phiarsaigh, o nouă școală gimnazială medie în limba irlandeză, și-a deschis porțile pentru prima dată în fostele clădiri ale mănăstirii Loreto, la doar 1 km de Muzeul Pearse din Parcul St Endas, Rathfarnham. Astăzi, Glanmire, comitatul Cork, se mândrește cu cel mai bun colegiu de limbă irlandeză de nivel secundar din Irlanda numit Coláiste an Phiarsaigh, care a fost numit în cinstea și structurat în jurul credințelor lui Patrick Pearse.

### Terenuri și cluburi sportive
Mai multe cluburi și terenuri de sport ale Asociației Atletice Gaelice⁠(d) din Irlanda poartă numele lui Pádraic sau ambilor frați Pearse:
- Antrim⁠(d) (Aontroim): Parcul Pearse, Dunloy⁠(d) ; GAC Patrick Pearse⁠(d), Béal Feirste
- Armagh⁠(d) (Ard Mhacha): Annaghmore Pearses GFC⁠(d); Pearse Óg GAC⁠(d) și terenurile sale, Pearse Óg Park⁠(d)
- Cork⁠(d) (Corcaigh): CLG Na Piarsaigh⁠(d)
- Derry⁠(d) (Doire): GAC Pádraig Pearse⁠(d), Kilrea; Pearse's GFC, Taobh an Uisce (dispărut)
- Donegal⁠(d) (Dún na nGall): Pearse's Park, Ard an Rátha
- Dublin⁠(d) (Baile Átha Cliath): GAA Ballyboden St. Enda⁠(d) (numit după școala lui Pearse); Pearse's GAC, Ráth Fearnáin (dispărut)
- Galway⁠(d) (Gallimh): CLG Na Piarsaigh⁠(d), Ros Muc; GAC Pádraig Pearse⁠(d), Ballymacward & Gurteen; Stadionul Pearse⁠(d), Bóthar na Trá
- Kerry⁠(d) (Cíarraí): Dromid Pearses GAC⁠(d) ; Kilflynn Pearses⁠(d) HC (dispărut)
- Limerick⁠(d) (Luimneach): CLG Na Piarsaigh⁠(d)
- Longford⁠(d) (An Longfort): Pearse Park⁠(d)
- Louth⁠(d) (Lú): CPG Na Piarsaigh, Dún Dealgan
- Monaghan⁠(d) (Muineachán): Frații Pearse Ballybay⁠(d) și terenul său, Pearse Park
- Roscommon⁠(d) (Ros Comáin) : GAC Pádraig Pearse⁠(d)
- Tyrone⁠(d) (Tír Eoghain): Pearse Óg GAC⁠(d), Dregish; Fintona Pearses GAC⁠(d) ; și Galbally Pearses GAC⁠(d) și terenul său, Pearse Park; un club dispărut, Leckpatrick Pearse Óg GAC⁠(d)
- Wexford⁠(d) (Loch Garman): Naomh Eanna GAA (numită după școala lui Pearse); PH Pearse's HC, Inis Córthaidh (dispărut)
- Wicklow⁠(d) (Cill Mhantáin): Pearse Park⁠(d), An tInbhear Mór

Sunt și câteva în afara Irlandei:
- Australasia⁠(d): Pádraig Pearse GAC, Victoria
- Londra⁠(d): GAC Frații Pearse, Londra
- Scoția: Pearse Park, Glasgow; Pearse Harps HC (dispărut)
- Yorkshire⁠(d): GAC Frații Pearse, Huddersfield
- America de Nord: Pádraig Pearse GFC, Chicago; Pádraig Pearse GFC, Detroit

Există, de asemenea, cluburi de fotbal-asociație numite Pearse Celtic FC în Cork și în Ringsend⁠(d), Dublin; și Liffeys Pearse FC, un club de fotbal din sudul Dublinului format prin fuziunea dintre Liffey Wanderers și Pearse Rangers. Un club de fotbal de juniori, Pearse Rangers, continuă să existe la Dublin.

### Alte comemorări
- În 1916, compozitorul englez Arnold Bax⁠(d), care îl cunoscuse pe Pearse, a compus un poem muzical intitulat In Memoriam Patrick Pearse. A avut premiera publică în 2008.[49]
- În Béal Feirste, clubul Pearse de pe King Street a fost distrus de o explozie în mai 1938.[50]
- Westland Row Station din Dublin a fost rebotezată stația Pearse⁠(d) în 1966 după frații Pearse.
- Moneda de argint de zece șilingi, bătută în 1966, avea pe avers bustul lui Patrick Pearse. Este singura monedă irlandeză care a prezentat vreodată pe o persoană asociată cu istoria sau politica irlandeză.
- În Ballymun⁠(d), Patrick Pearse Tower a fost numit după el. A fost primul dintre blocurile turn din Ballymun care a fost demolat în 2004.[51]
- În 1999, centenarul aderării lui Pearse la Gorsedd⁠(d) la Eisteddfodul⁠(d) Pan-Celtic din 1899 de la Cardiff (când a luat numele bardic⁠(d) Areithiwr) a fost marcat prin dezvelirea unei plăci la Consulatul General al Irlandei în Țara Galilor.[52]
- Timbre poștale care îl comemorează pe Pearse au fost emise de serviciul poștal irlandez în 1966, 1979 și 2008.
- Scriitorul Prvoslav Vujcic este poreclit Pearse după Patrick Pearse.[53]
- În 2016, Leinster GAA⁠(d) a inaugurat o medalie Pearse ca recunoaștere a rolului lui Pearse ca vicepreședinte al Comitetului Colegiilor din provincie. Medaliile sunt acordate în fiecare an celui mai bun fotbalist și hurler din campionatul de seniori al Leinsterului.[54]